# 王建今

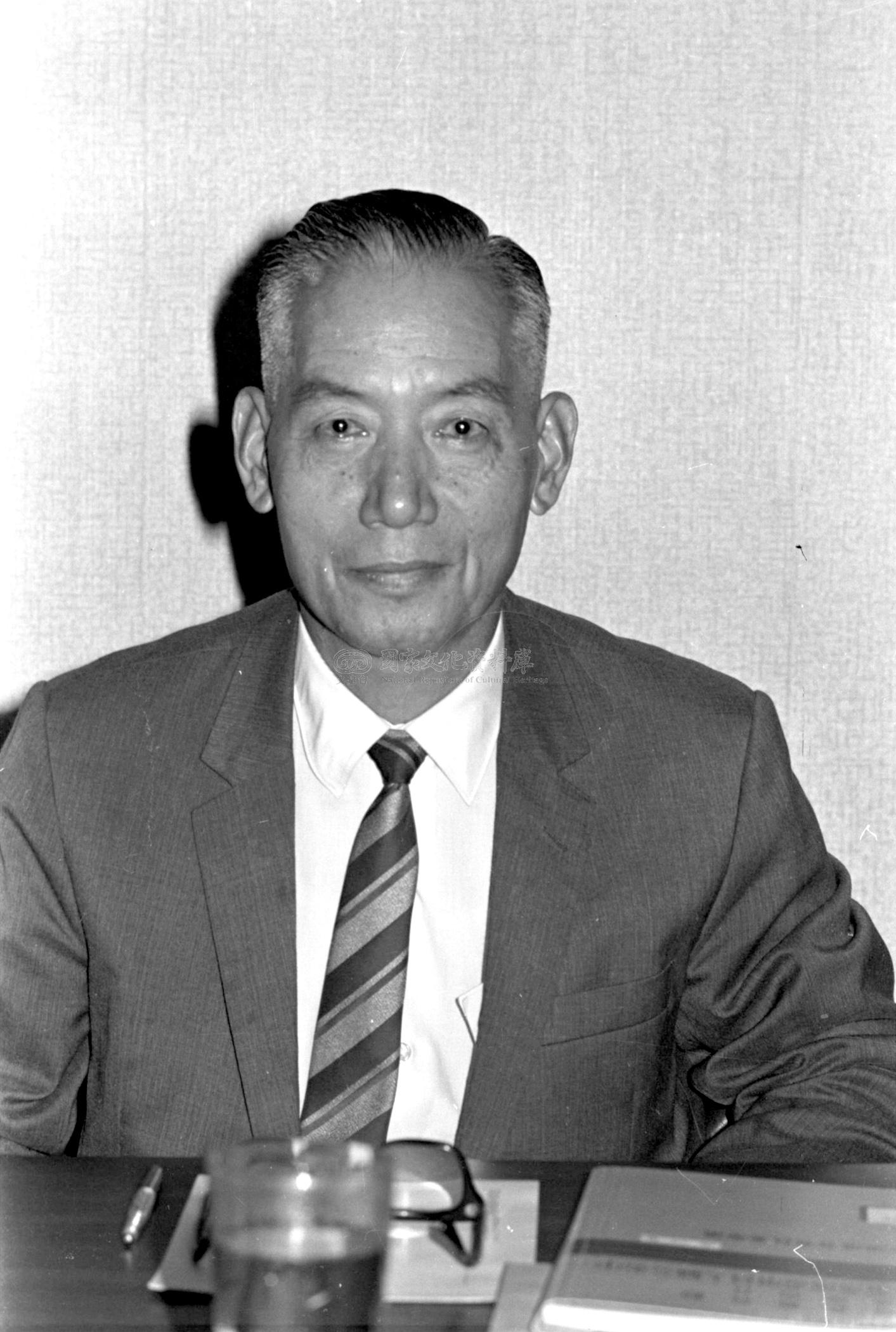
攝於1969年

王建今（Wang Chien-chin，1905年—2007年3月26日）江苏省盐城县人，中华民国法官、检察官。

## 生平
王建今毕业于中央党务学校。赴日本前，曾任中国国民党山东省党部整理委员、中国国民党安徽省党部委员。后来赴日本留学，成为早稻田大学学生。1939年从重庆法官训练所第五届毕业后，在国民政府司法行政部任职。 曾任四川法官训练班教授。抗戰期間，曾任司法行政部簡任秘書兼刑事司戰罪室副主任。
1945年抗日战争结束后，国民政府接收台湾，蒋慰祖出任台湾高等法院首席检察官，后来王建今奉命赴台湾，从1946年11月4 日至1947年5 月16日担任台湾高等法院首席检察官（杨鹏任台湾高等法院院长）。1946年12月21日至23日，台湾高等法院召开“台湾省司法会议”，杨鹏、王建今等人均参加。
1947年二二八事件后，有20多位大陸來台之外省籍法官遭民眾毆打，甚至王首席騎腳踏車四處查看時，亦被路人不分青紅皂白打昏在臺北市中正橋邊，引發外省籍司法人員離職出走潮。因此王建今回到中国大陆，改調合江高等法院檢察處首席檢察官；1948年12月擔任河南高等法院南陽分院推事兼院長。王建今转任司法行政部主管人事的简任秘书（1948年至离开中国大陆，任司法行政部主任秘书）時，任内向谢冠生建议仍举办法官训练。国民政府自重庆还都南京时，司法行政部部长谢冠生在中央政治学校开办中央政治学校附设法官训练班，名曰“附设”，实际一切事项均不归中央政治学校管理，而由司法行政部直接主持，由谢冠生自兼班主任。谢冠生即委任王建今兼充附设训练班副主任，负实际责任。
1948年3 月，全国司法行政检讨会在南京召开，合江高等法院首席检察官王建今、河南高等法院院长周予孜、青海高等法院首席检察官褚成富提出司法建议：“为普及法律常识，养成一股守法风尚，以促成实施宪政，拟请厉行司法宣传... ... 。”会议采纳了三人的司法建议并作出决议，于同年3月10日向全国各级法院发出训令执行。
后来，王建今於1949年1 月任司法行政部主任秘書；1949年5 月4 日調任最高法院檢察官。1969年12月4 日至1986年6 月20日，任最高法院檢察署檢察長。迄1996年12月16日退休後，鮮少參與公共活動。

2005年6 月28日社團法人中華民國檢察官協會舉辦國際刑事司法互助研討會，邀請王建今等4 名前檢察總長出席開幕典禮，法務部施茂林部長頒給終身奉獻獎，當時王前總長已高齡103 歲，亦是他最後一次公開出席檢察界之活動。嗣於2007年3 月26日去世，法務部施茂林部長代表陳水扁總統頒贈褒揚令，表彰他一生對國家的貢獻。

从重慶、南京到臺灣，王建今擔任司法訓練班副主任兼教授歷10年，培養司法官1000多人。1986年，王建今辭去最高法院檢察署檢察長職務後，着手整理歷年來已發表之法學論文。